# ويلبر دافنبورت
ويلبر دافنبورت (بالإنجليزية: Wilbur Davenport) هو عالم أمريكي، ولد في 27 يوليو 1920، وتوفي في 28 أغسطس 2003.